# Montezumia
Montezumia är ett släkte av steklar. Montezumia ingår i familjen Eumenidae.

## Dottertaxa tillMontezumia, i alfabetisk ordning[1]
- Montezumia analis
- Montezumia anceps
- Montezumia arizonensis
- Montezumia aurata
- Montezumia australensis
- Montezumia azteca
- Montezumia azurescens
- Montezumia bequaerti
- Montezumia bipunctata
- Montezumia brethesi
- Montezumia bruchii
- Montezumia coeruleorufa
- Montezumia colombiana
- Montezumia cortesia
- Montezumia cortesioides
- Montezumia difficilis
- Montezumia dimidiata
- Montezumia duckei
- Montezumia ferruginea
- Montezumia fritzi
- Montezumia grossa
- Montezumia holmbergi
- Montezumia holmbergii
- Montezumia huasteca
- Montezumia ignobiloides
- Montezumia ignota
- Montezumia infernalis
- Montezumia inornata
- Montezumia insolita
- Montezumia intermedia
- Montezumia koenigsmanni
- Montezumia leprieurii
- Montezumia liliacea
- Montezumia liliaceosa
- Montezumia marthae
- Montezumia melas
- Montezumia mexicana
- Montezumia morosa
- Montezumia nigra
- Montezumia nigriceps
- Montezumia nigroflava
- Montezumia nitida
- Montezumia oaxaca
- Montezumia obscura
- Montezumia pelagica
- Montezumia petiolata
- Montezumia platinia
- Montezumia simulatrix
- Montezumia soikai
- Montezumia sparsa
- Montezumia trinitata
- Montezumia variegata
- Montezumia vechti